# 四郷村 (奈良県)
四郷村（しごうむら）は奈良県東部、吉野郡に属していた村。現在は東吉野村の一部。

## 歴史
- 1889年（明治22年）4月1日 - 町村制の施行により、吉野郡 三尾村、狭戸村、大豆生村、麦谷村が合併し、吉野郡四郷村が成立。
- 1958年（昭和33年）3月1日 - 小川村、高見村と合併し、東吉野村が発足。同日四郷村廃止。

## 交通

### 鉄道路線
村内を通過する鉄道路線なし